# Ponadpartyjna Lista Liechtenstein
Ponadpartyjna Lista Liechtenstein (niem. Überparteiliche Liste Liechtenstein, ÜLL) – partia polityczna Liechtensteinu, zarejestrowana przed wyborami w 1989 roku. Nie zdobyła miejsc w Landtagu i w następnym roku została rozwiązana.

## Historia
Ponadpartyjna Lista Liechtenstein powstała jako rozszerzenie platformy, która w 1987 roku zdobyła 18,7% głosów w wyborach do rady gminy Vaduz. Partia nie prezentowała określonych poglądów ideowych, cechowało ją praktyczne podejście. W programie miała ograniczenie biurokracji i decentralizację Liechtensteinu poprzez zwiększenie uprawnień samorządów gminnych. W wyborach w 1989 roku zdobyła około 3,1% głosów, co nie pozwoliło jej przekroczyć progu wyborczego i  obsadzić miejsc w Landtagu. 
Partia została rozwiązana w 1990 roku.
| Wybory | Poparcie | Zmiana | Deputowani | Zmiana | Pozycja | Rząd |
| ------ | -------- | ------ | ---------- | ------ | ------- | ---- |
| 1989   | 3,1%     | –      | 0/25       | –      | –       | Brak |